# Harasta
Harasta (arab. حرستا) – miasto w Syrii, w muhafazie Damaszek. W 2004 roku liczyło 68 708 mieszkańców.